# Jezioro Święte (województwo pomorskie)
Jezioro Święte (kaszb. Jezoro Swiãté, niem. Swantesee) – jezioro o ogólnej powierzchni 23,44 ha i maksymalnej głębokości 5 m, położone na południe od wsi Bukowina w województwie pomorskim, na terenie gminy Sierakowice w powiecie kartuskim oraz gminy Cewice w powiecie lęborskim.
Jezioro Święte znajduje się na Pojezierzu Kaszubskim, na północnozachodnim krańcu Kaszubskiego Parku Krajobrazowego w zespole jezior potęgowskich. Do 1 września 1939 przez jezioro przebiegała granica polsko-niemiecka (granica przebiegała dalej na wschód wzdłuż jeziora Kamienickiego}.
Zachodni brzeg jeziora graniczy z drogą wojewódzką nr 214.